# Маноляса
Маноляса (рум. Manoleasa) — село у повіті Ботошані в Румунії. Входить до складу комуни Маноляса.
Село розташоване на відстані 401 км на північ від Бухареста, 39 км на північний схід від Ботошань, 100 км на північний захід від Ясс.

## Населення
За даними перепису населення 2002 року у селі проживали 689 осіб, з них 687 осіб (99,7%) румунів. Усі жителі села рідною мовою назвали румунську.